# Марсе (Приморская Шаранта)
Марсе́ (фр. Marsais) — коммуна во Франции, находится в регионе Пуату — Шаранта. Департамент коммуны — Приморская Шаранта. Входит в состав кантона Сюржер. Округ коммуны — Рошфор.
Код INSEE коммуны — 17221.

## Население
Население коммуны на 2010 год составляло 920 человек.
| 1962 | 1968 | 1975 | 1982 | 1990 | 1999 | 2010 |
| ---- | ---- | ---- | ---- | ---- | ---- | ---- |
| 897  | 870  | 748  | 713  | 702  | 788  | 920  |